# Samadet
Samadet – miejscowość i gmina we Francji, w regionie Nowa Akwitania, w departamencie Landy.
Według danych na rok 1990 gminę zamieszkiwało 1009 osób, a gęstość zaludnienia wynosiła 39 osób/km² (wśród 2290 gmin Akwitanii Samadet plasuje się na 426. miejscu pod względem liczby ludności, natomiast pod względem powierzchni na miejscu 355.).